# Гидравлическая передача
Гидравлическая передача (т. ж. — гидропередача) — комплекс из гидроаппаратов и механических передач вращения, осуществляющий всережимную передачу мощности от дизельного двигателя на колёсные пары. Гидропередача выполняет функцию трансмиссии и решает аналогичные трансмиссии задачи: формирование гиперболической тяговой характеристики, реверсирование, трогание с места, стоп-режим (разъединение дизельного двигателя и колёсных пар для работы дизельного двигателя на холостом ходу). Наравне с электропередачей применяется на магистральных и маневровых тепловозах в России и мире. Применяется на различных автономных тяговых единицах железнодорожного подвижного состава. Является основным типом передачи для самоходных путевых машин, мотовозов, автономных вагонов (мотрис), рельсовых автобусов.

## Общее описание

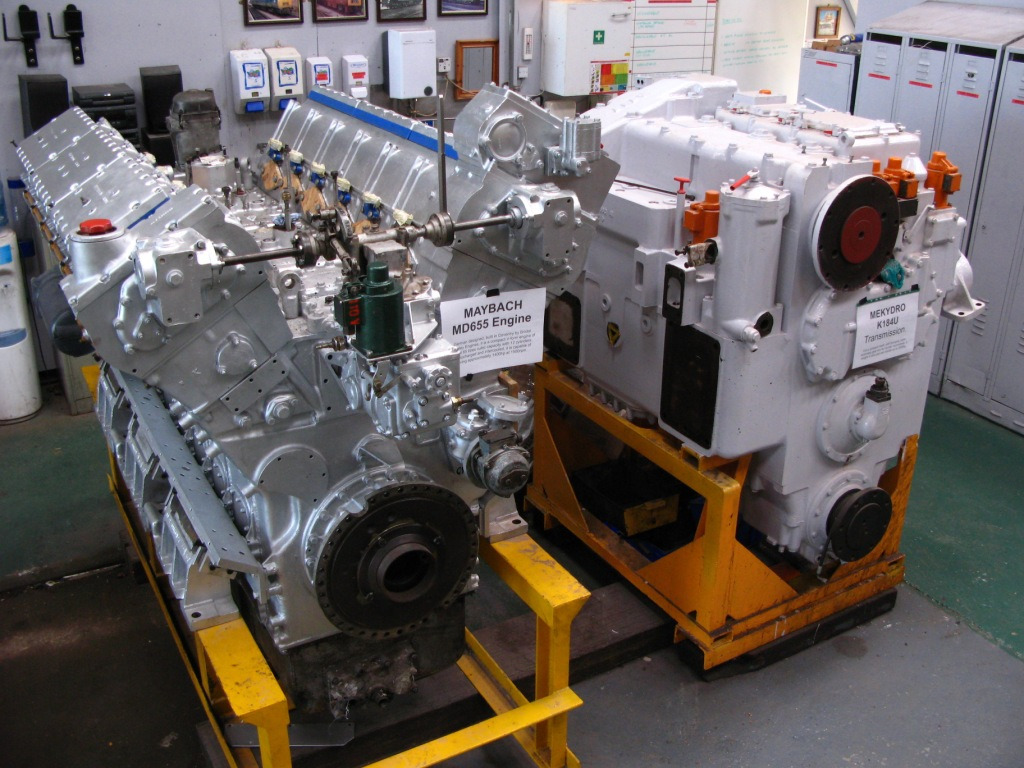
Гидропередача Maybach Mekydro

Гидропередача — агрегат, в корпусе которого расположены гидроаппараты и механические передачи вращения, а также различные управляющие устройства. Рабочей средой гидропередачи является специальная жидкость, наподобие трансмиссионного масла, выполняющая как функцию переноса энергии в гидроаппаратах, так вспомогательные функции смазки и охлаждения узлов и деталей гидропередачи.  Работа гидропередачи в движении автоматизирована, и машинист тяговой единицы напрямую гидропередачей в движении не управляет. При этом гидропередачи оборудуются устройствами для дистанционного управления: устройствами включения и выключения гидропередачи, устройством переключения реверса, устройством управления режимным редуктором (при наличии такового), устройством управления гидродинамическим тормозом (при наличии такового).

## Конструкция гидропередачи

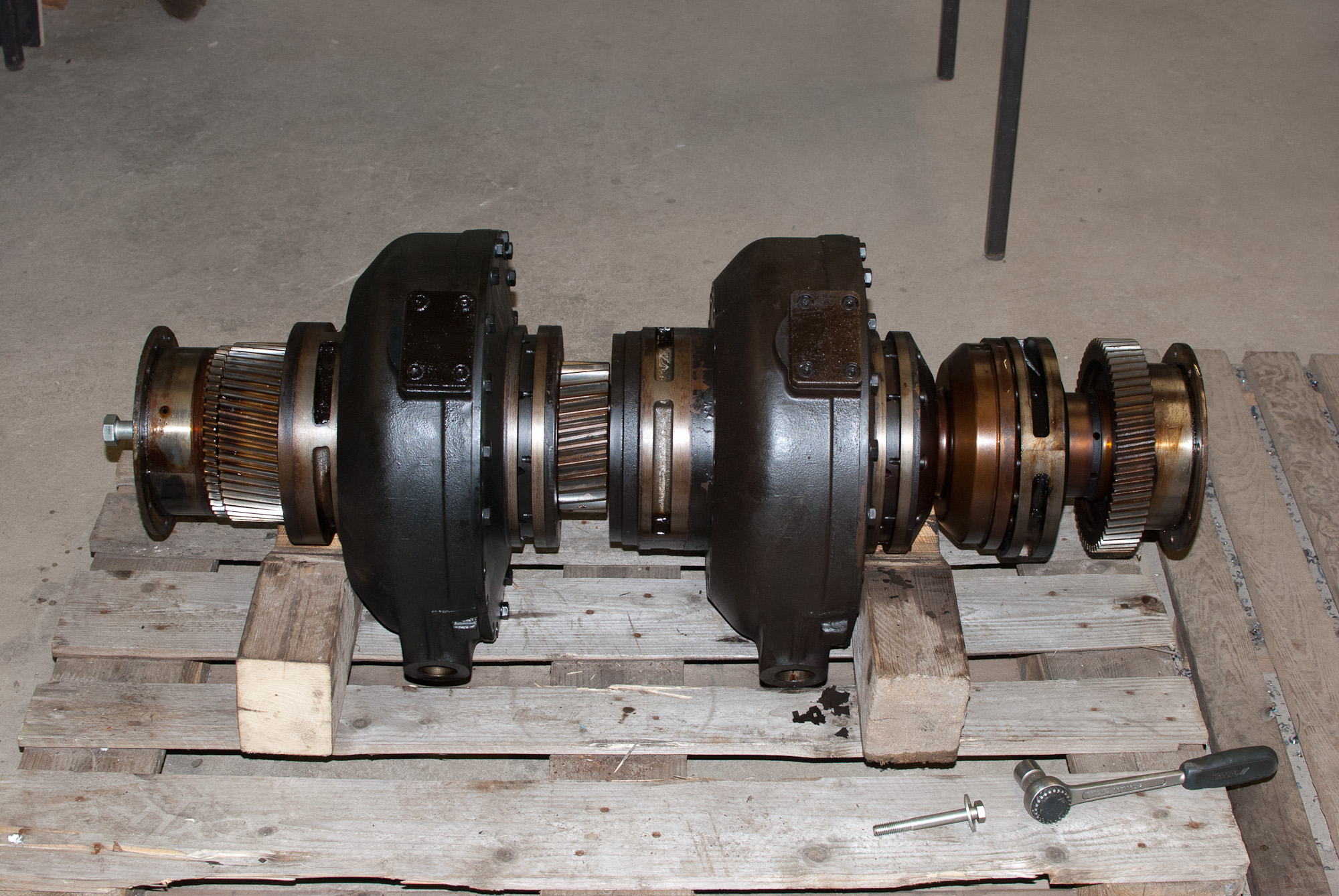
вал гидропередачи с двумя гидроаппаратами

Гидроаппаратами гидропередачи по умолчанию являются гидродинамические передачи — гидродинамические трансформаторы (гидротрансформаторы) и гидродинамические муфты (гидромуфты). Таковые присутствуют в абсолютно всех гидропередачах и осуществляют передачу мощности на всех режимах движения. Также под гидроаппаратами могут пониматься гидрообъёмные преобразователи, состоящие из связанных друг с другом объёмных гидромашин — гидронасосов и гидромоторов. Таковые применяются в гидропередачах опционально и обычно отвечают за так называемые ползущие режимы движения ограниченной передачи мощности. Независимо от типа гидроаппаратов жёсткая кинематическая связь между дизельным двигателем и колёсными парами обычно не предусмотрена ни на каких режимах движения. Включение гидроаппаратов в работу осуществляется подачей жидкости в круг циркуляции, а выключение — сбросом жидкости.
Механическими передачами гидропередачи являются зубчатые и планетарные передачи, а также валы и механические муфты. Зубчатые и планетарные передачи выполняют функцию механических редукторов и мультипликаторов, а планетарные передачи, дополнительно к этому, могут выполнять функцию разложения и сложения потоков мощности. Валы отвечают за перенос энергии вращения по оси; механические муфты — за блокировку вращающихся элементов передачи на корпус и соединении вращающихся элементов между собой.

#### Гидропередача с объёмным гидроприводом
По российским техническим стандартам наличие или отсутствие в гидропередаче объёмного гидропривода на класс гидропередачи не влияет. Всережимные полнопоточные объёмные гидроприводы как таковые на тяговом железнодорожном подвижном составе, вероятно, не применяются (единственный известный пример в советcком тепловозостроении — маневровый тепловоз ТГС на основе тепловоза ТГМ3). На гидропередачах мотовозов и путевых машин объёмные гидроприводы отвечают за ползущий режим работы с предельно малыми скоростями движения.

#### Гидропередача с режимным редуктором
Гидропередача может комбинироваться с двухступенчатым демультипликатором типа (+2), выполняющим роль так называемого режимного редуктора (т. ж.: коробки ходовых режимов) — то есть, редуктора, обеспечивающего два различных длительных режима движения. Подобные редукторы позволяют получать два различных значения силы тяги и скорости длительного режима, что расширяет эксплуатационный возможности самой машины. На маневровых тепловозах с гидропередачей такие редукторы обеспечивают маневровый и поездной режимы работы; на магистральных тепловозах с гидропередачей — грузовой и пассажирский режимы работы.

## Классификатор гидропередач
Официальный российский классификатор гидропередач тягового подвижного состава устанавливает на основе конструктивных признаков три класса гидропередач: гидродинамические, гидромеханические и гидрореверсивные. Это именно российская классификация, и в иностранной технической литературе и описательной документации она может не использоваться.

#### Гидродинамическая передача

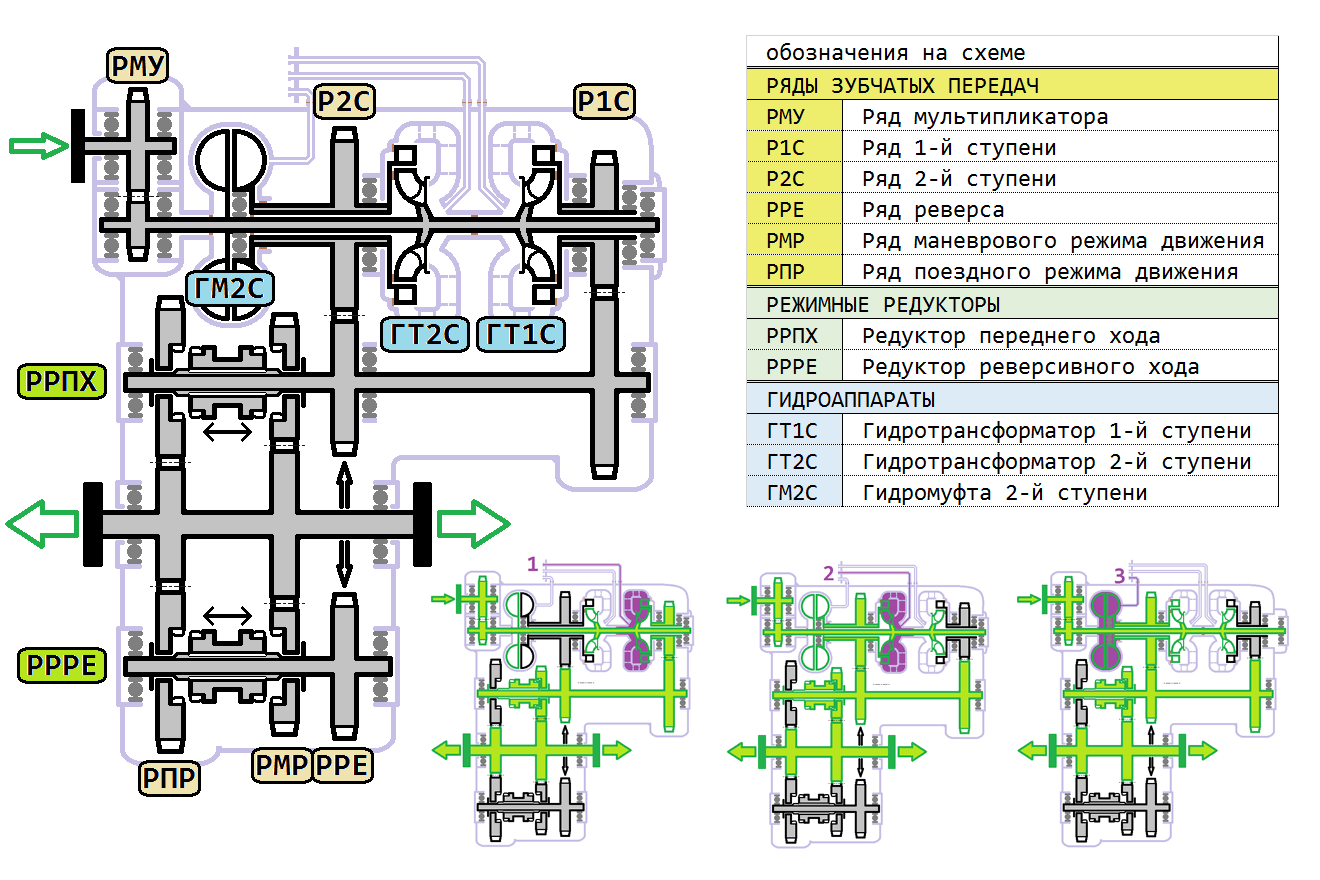
Гидропередача гидродинамического типа, наподобие УГП 750/1200
Гидропередача трёхциркуляционная, с механическим реверсом и режимным редуктором. Показана общая схема гидропередачи и пути потоков мощности на каждом из трёх включённых в работу гидроаппаратов.

К классу гидродинамических передач относятся многоциркуляционные гидропередачи с гидравлическим способом переключения ступеней работы в движении.
По смыслу написанного предполагается, что в таких гидропередачах имеется несколько независимых в своей работе гидроаппаратов, каждый из которых имеет свой независимый круг циркуляции жидкости и свои кинематические связи внутри гидропередачи. Таких гидроаппаратов может быть от двух до четырёх (формально, верхнего предела нет) в следующих вариантах: два гидротрансформатора — двухциркуляционная ГП; два гидротрансформатора и гидромуфта — трёхциркуляционная ГП; три гидротрансформатора и гидромуфта — четырёхциркуляционная ГП. Каждый гидроаппарат работает в паре со своим механическим редуктором, имеющим собственное передаточное отношение (собственную ступень преобразования крутящего момента), при этом сами гидротрансформаторы могут быть идентичной конструкции и с одинаковым коэффициентом трансформации. Включение в работу гидроаппаратов здесь происходит по взаимоисключающему принципу — когда один в работе, то остальные выключены. Переключение между гидроаппаратами осуществляется некоей управляющей системой, на основе показателей нагрузки и текущей скорости движения, наподобие как это делается в автоматических коробках передач автомобилей.
Гидропередачи данного класса применяются на магистральных и маневровых тепловозах, а также на автономных поездах.

#### Гидромеханическая передача
К классу гидромеханических передач относятся одноциркуляционные гидропередачи с наличием одного или нескольких следующих признаков: 
- двух потоков мощности, один из которых проходит через гидроаппарат, а другой — параллельно механическим путём;
- комплексного гидротрансформатора или гидротрансформатора с механическим управлением лопаточными машинами в его составе;
- механического способа переключения ступеней работы в движении (переключения ступеней посредством механических передач).

В основном применяются на мотовозах, путевых машинах, автономных вагонах, рельсовых автобусах. В немецком и британском тепловозостроении также применялись на магистральных тепловозах.

#### Гидрореверсивная передача
Гидропередача с гидравлическим реверсом.
Гидрореверсивные передачи могут быть как гидродинамическими так и гидромеханическими. Независимо от принадлежности к одному или другому классу в гидрореверсивной передаче всегда будет ещё два идентичных гидроаппарата, каждый из которых участвует в создании тягового момента в свою сторону и тормозного момента в обратную сторону. Такая компоновка обеспечивает не только реверсирование, но и так называемое гидродинамическое торможение.

## Тяговый привод при гидропередаче

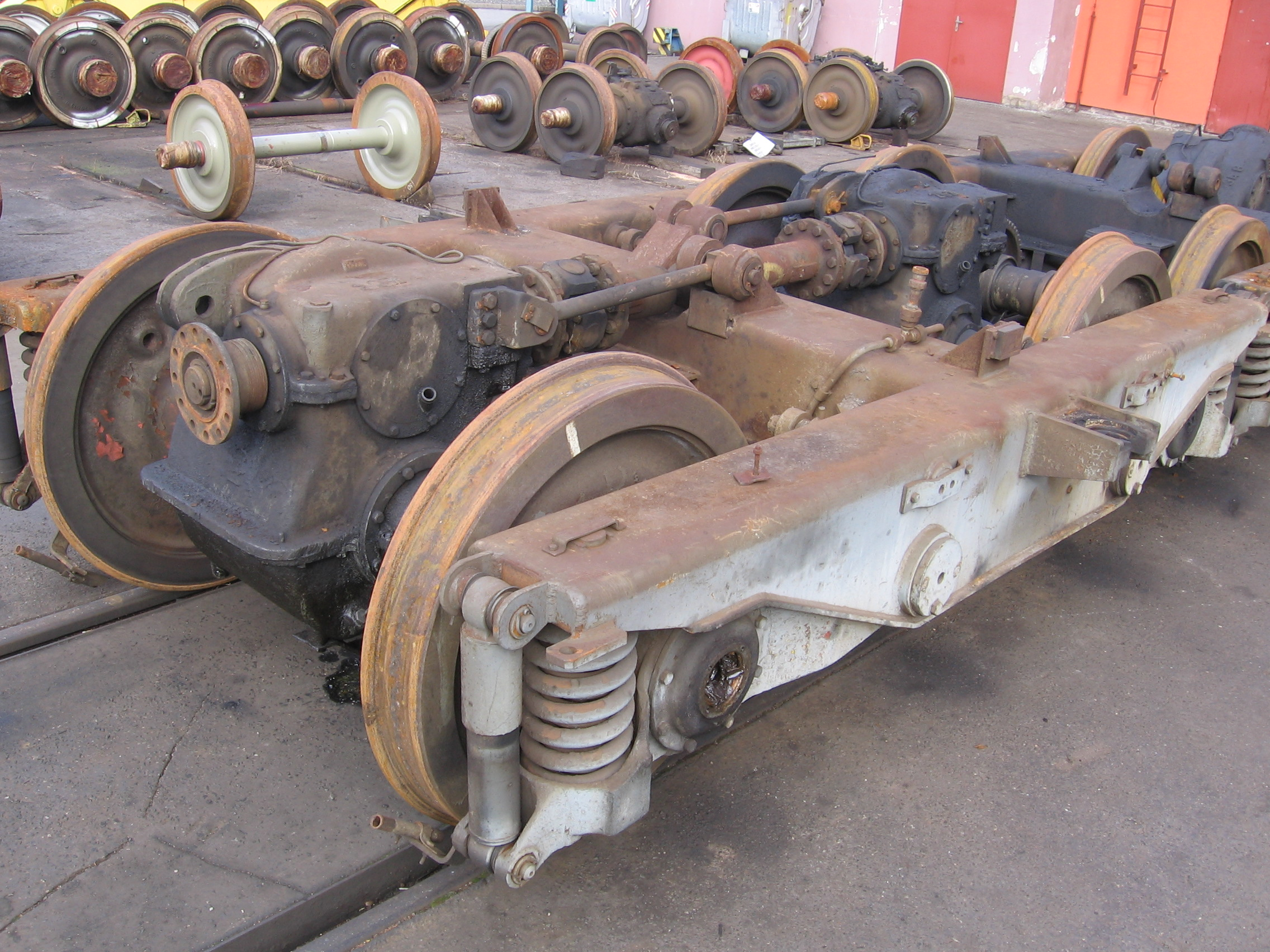
Групповой тяговый привод двухосной тележки

Под таковым понимается комплекс и валов и редукторов, связывающий ведомый вал гидропередачи с колёсными парами тяговой единицы.

## Применение
- Тепловозы
- Специальный самоходный подвижной состав
- Мотовозы
- Дизель-поезда
- Рельсовые автобусы